# Мадонна. В постели с богиней
Мадонна. В постели с богиней (англ. Madonna: An Intimate Biography, дословно — Мадонна: Интимная биография) — книга американского журналиста Дж. Рэнди Тараборелли о жизни американской певицы Мадонны. Книга была выпущена в апреле 2001 года в Британии (изд. Sidgwick & Jackson), а в августе 2001 — в США (Simon & Schuster). Тараборелли изначально хотел написать книгу в 1990 году, но потом отложил планы из-за бурно развивающейся карьеры Мадонны. Книга была начата в 1996 году после рождения Мадонной первого ребёнка — дочери Лурдес.
Биография Тараборелли, в отличие от многих книг о Мадонне до него, базировалась на десятилетнем исследовании, включающем эксклюзивные интервью с близкими друзьями Мадонны, бизнес-партнёрами, членами семьи и её отцом Тони Чикконе. Эти интервью автор брал или собственноручно, или с помощью команды частных детективов (private investigators). На протяжении этих лет Тараборелли брал интервью и у самой Мадонны, поэтому его книга также основана и на этом личном опыте. Madonna: An Intimate Biography получила полярные отзывы критиков. Одни посчитали книгу увлекательным произведением о жизни Мадонны, другие назвали её непрофессиональной. Несмотря на смешанные отзывы, книга была коммерчески успешна, став бестселлером в Великобритании.

## Краткое содержание
Книга начинается с рождения Мадонны, описания её ранних лет в Мичигане, переезда 1977 года в Нью-Йорк ради карьеры в современном танце, двух группах (Breakfast Club и Emmy), написании песен и выпуска в 1983 году её дебютного альбома Madonna. Рассказывается о её восхождении к вершинам славы, новаторских и спорных видеклипах, альбомах, первом концертном туре, киноролях, замужестве и разводе с Шоном Пенном. Книга анализирует её вольное обращения с религиозными символами, а также работы на эротическую тему: Erotica, «Sex», и «Тело как улика». Книга описывает последующее смягчение её поведения и провокаций, проявившееся на её последующих альбомах, и получение ею кинонаграды за исполнение роли в мюзикле об Эве Перон. Также рассказано о рождении дочери Лурдес, сына Рокко, и упомянуто о втором браке — с Гаем Ричи.

## Предыстория
Американский журналист и биограф знаменитостей Джон Рэндалл Тараборелли впервые встретил Мадонну на пресс-конференции в 1983 году. Она рассказывала о своих юношеских лишениях, предшествующих выходу её дебютного альбома, а также своей вере в то, что когда-нибудь она добьётся большого успеха как «величайшая звезда столетия». Тараборелли подумал тогда, что она «дерзкая, нахальная, раздражающая, снисходительная к себе средненькая красотка, что полностью соответствует её голосу».
Со временем Тараборелли был вынужден признать свою неправоту. В 1990 году он уже хотел написать её биографию, но отложил замысел как преждевременный. Он отметил, что «большинству необходимо время для эволюции и личностного роста прежде чем их истории дозреют и могут быть запечатлены на бумаге. Мадонна была в амбициозной и независимой фазе, где ничто не значило для неё больше её самой и карьеры». Он брался писать в 1994 году, но снова отложил замысел в надежде, что когда-нибудь певица займётся в большей степени личной жизнью, а не карьерой. Личностный рост произошёл в её жизни с рождением дочери Лурдес в 1996 году. Тогда Тараборелли посчитал, что пришло нужное время для начала написания биографии.

## Процесс написания
Тараборелли решил сосредоточиться на личной жизни певицы — её «реальном облике». Многие книги о суперзвезде были основаны на уже опубликованных материалах, но Тараборелли потратил десять лет на исследования, чтобы включить интервью людей, не говоривших о Мадонне публично, а также свои собственные. Тараборелли и его команда частных сыщиков опрашивали её близких друзей, бизнес-партнёров и членов семьи, в том числе отца Сильвио Чикконе. Во время подготовки книги Тараборелли сформулировал величайшее заблуждение о Мадонне — что она якобы холодна и бесстрастна в личной жизни. По его данным, Мадонна оказалась эмоционально ранима: например, в её отношениях 1990 года с актёром и режиссёром Уорреном Битти. Их отношения были восприняты публикой как не более чем пиар-ход ради раскрутки фильма «Дик Трейси», при этом Мадонну воспринимали как воспользовавшуюся возможностью в карьерных целях. Однако Тараборелли выяснил, что у Мадонны действительно были сильные чувства к Битти. Так как актёр не был настолько заинтересован в ней эмоционально, их отношения закончились тем, что он «разбил ей сердце». Тараборелли рассуждал: «То, что, как я думаю, удивит людей в этой истории, так это то, как много раз Мадонну оставляли в одиночестве и отвергали. Она построила целую карьеру на имидже несокрушимости. Но хотя бы в личной жизни, и снова я делаю эту поправку, так как это не обязательно относится к её карьере, она один из самых хрупких персонажей, о которых мне приходилось писать… Эта книга в действительности о том, чтобы поместить её жизнь в нужный исторический контекст и ещё раз ответить на вопрос „Почему“».

## Перевод Татьяны Новиковой
Тараборелли начал повествование с описания своего диалога с Мадонной на пресс-конференции весной 1983 года:
|                                                      | "Look, I never had money," she told me of her early, struggling days in New York. "Each month it was a scramble to pay the rent and get some food in the apartment. I literally had to eat out of garbage cans in those days. Now that I have a record out and it looks like it'll be a success, hell yeah, I feel like I deserve it," she concluded. She fixed her hazel eyes on me. "People don't know how good I am yet," she said, holding me with her gaze. "But they will soon. In a couple of years everyone will know. Actually," she concluded, "I plan on being one of this century's biggest stars." "And with no last name?" I asked, uncertain that "Madonna" was even an authentic appellation. (Surely, it couldn't have been.) "It's Madonna," she snapped. "Just like Cher. Remember it." |  | «У меня никогда не было денег, — заявила она мне, рассказывая о трудных временах в Нью-Йорке. — Каждый месяц мне нужно было платить за квартиру и покупать какую-то еду. В те дни мне приходилось буквально рыться по помойкам. А сейчас у меня открытый счет, и это можно считать настоящим успехом. Черт побери, я заслужила все это!» Мадонна взглянула на меня своими карими глазами и продолжала: «Люди просто не знают, какая я хорошая. Но очень скоро они это узнают. Через пару лет меня будет знать каждый. Каждый! Я стану крупнейшей звездой этого века!» «И без фамилии?» — спросил я, поскольку имя Мадонна не казалось мне подходящим для эстрадной певицы. (Впрочем, так оно и есть.) «Я буду Мадонной, — парировала певица. — Как Шер. Запомните это имя». |  |
| Дж. Рэнди Тараборелли «Пролог» (англ. Author's note) | |  | |  |

## Отзывы критиков
Книга получила полярные отзывы критиков. Кэролин Фолкс (Caroline Foulkes) писала в The Birmingham Post: «Существенно в этой биографии то, как глубоко пришлось копать Тараборелли, чтобы получить информацию о женщине, известной своим стремлением контролировать. Он рассказывает истории из личной жизни так, как будто это простая багатель, рядом с которой программа теленовостей выглядит детской сказкой. Если бы он включил в список благодарностей „спасибо горничной, которая пустила меня в спальню Мадонны, чтобы я мог покопаться в её ящике с нижним бельём“, это не удивило бы». Она также посчитала, что «несмотря на сенсацию, авторский стиль подвёл Тараборелли. Слишком часто он опускается до того, что можно ожидать от романов, продающихся в аэропорту с персонажем, более похожим на Ширли Конран из Lace, чем на реальную женщину». Питер Собчински (Peter Sobczynski) в своём отзыве для Post-Tribune счёл, что «проблема в написании неавторизованной биографии в стиле „всё-всем-расскажу“ такова, что в нынешнем мире, изобилующем информацией, к тому времени как кто-то напишет книгу, все самые сочные истории уже всем известны. Чтобы скомпенсировать это, автор биографии „всё-всем-расскажу“ должен или заполнить страницы глубокомысленным анализом или же, будем откровенны, найти грязь посвежее и получше. К сожалению, биограф знаменитостей Дж. Рэнди Тараборелли в своей последней стряпне Madonna: An Intimate Biography не сделал ни того, ни другого».
Уильям Ли (William Leith) из London Evening Standard был впечатлён биографией. Он отметил, что «суть книги о Мадонне не в сенсации, а в том, насколько человечной она представлена. Тараборелли прекрасно справляется с описанием самой знаменитой в мире куртизанки — если брать и её печальную знаменитость в этом плане». Джон Сминтек (John Smyntek) из Knight Ridder посчитал, что «Тараборелли пересказал все известные факты о Мадонне и даже более того. В конце концов, за эти 10 лет Великая Женщина (Great Woman) родила двоих детей, вышла замуж и сохранила свой имидж занозы в мягком месте. Он хорошо справился, осветив эти неизвестные факты». Уорд Триплет (Ward Triplet) из Kansas City Star сказал, что хотя книга является «жутким, но с каждым днём все более непреодолимым повествованием о Мадонне и том, как она стала тем, кем стала; однако иногда Тараборелли раскрывает в большей степени свой процесс написания книги, чем сам предмет». Энн О’Нил (Ann O' Neil) из Los Angeles Times похвалила книгу за «отличие» от «очередной грязи, которую ежедневно пишут о Мадонне».
Сильвия Шарма (Sylvia Sharma) из Daily Mirror посчитала, что «копание Тараборелли в личной жизни Мэдж может и пристыдить. Это биография Мадонны, которую все ждали — и вот она какая. Не та стойкая женщина, которую мы наблюдали, а женщина, ничем не отличающаяся от остальных». Майк Томас (Mike Thomas) из Chicago Sun-Times писал: «Владея частными сведениями из жизни Мадонны, Тараборелли дает нам первый глубокий взгляд на Материальную девушку за более чем десятилетие. Ингредиенты из отзывов друзей, бывших друзей, Тараборелли и Мадонны были подобраны вручную и для вашего удовольствия. Или неудовольствия. Мадонна, как и все поп-иконы, — это блюдо на вкус».

| Регион         | Дата выхода     | Формат                             |
| -------------- | --------------- | ---------------------------------- |
| Великобритания | 20 апреля 2001  | Твёрдый переплёт                   |
| Великобритания | 12 апреля 2002  | Суперобложка                       |
| Великобритания | 1 февраля 2008  | Суперобложка — дополненное издание |
| Великобритания | 9 апреля 2008   | Amazon Kindle                      |
| США            | 6 июня 2002     | Суперобложка                       |
| США            | 18 октября 2007 | Суперобложка — специальное издание |
| США            | 10 июля 2018    | Суперобложка — к 60-летию          |

| Издательство | Год выхода | Формат                                                              | Тираж |
| ------------ | ---------- | ------------------------------------------------------------------- | ----- |
| Эксмо        | 2001       | Суперобложка (пер. Татьяна Новикова)                                | 7000  |
| Эксмо        | 2004       | Суперобложка — серия «Культурная революция» (пер. Татьяна Новикова) | 4000  |
| Эксмо        | 2007       | Твёрдый переплёт — дополненное издание (пер. Татьяна Новикова)      | 4100  |